# Catedral de San Francisco de Sales (Baker City)
La catedral de San Francisco de Sales (en inglés: Cathedral of Saint Francis de Sales) es la catedral de la Diócesis de Baker, ubicada en Baker City, en Oregón, Estados Unidos. Construida entre 1906 y 1908 de la toba volcánica local, la catedral fue renovado en varias ocasiones, la última a mediados de 2007. La Diócesis de Baker consta de todo la parte oriental de Oregón.
La primera actualización que ocurrió en 1944, cuando los diseños estarcidos fueron pintados en el santuario y el ábside. Las oficinas diocesanas se añadieron en 1956 entre la catedral y la casa parroquial, que fue construida alrededor del año 1908 después de que se terminó la catedral. En 1958, durante la segunda renovación, el altar mayor se conservó, pero algunos letreros fueron cubiertos y se eliminaron dos sacristías. Durante la tercera renovación en 1980, una accesorio se instaló en el santuario y el tabernáculo fue movido hacia un lado. La cuarta renovación comenzó en 2007.